# Theo Hums
Theo Albin Hums (* 24. Dezember 1909 in Markneukirchen; † 9. Mai 1950) war ein deutscher Kommunalpolitiker (NSDAP) und SA-Führer.

## Leben
Hums trat 1925 dem Großdeutschen Jugendbund bei, bevor er zum 1. April 1928 in Markneukirchen der NSDAP (Mitgliedsnummer 84.584) und im selben Jahr der SA beitrat. Zum 9. November 1935 wurde er als bisheriger Sturmbannführer in Plauen zum SA-Obersturmbannführer befördert und am 1. September 1936 zum kommissarischen Führer der SA-Standarte 133 in Zwickau ernannt. Zwei Monate später wurde er am 9. November zum SA-Standartenführer befördert.
Im Oktober 1938 wurde er als Vertreter der NSDAP zum Ratsherrn in Zwickau berufen, im Februar des folgenden Jahres erfolgte seine Ernennung zum Führer der Schützenstandarte 108 (Dresden-Neustadt).
1936 und 1938 kandidierte er als SA-Standartenführer erfolglos für einen Sitz im Großdeutschen Reichstag.
Insgeheim war er gemeinsam mit dem Zwickauer SA-Standartenführer Gerhard Lange als V-Mann für den Sicherheitsdienst tätig.

## Ehrungen
- Goldenes Parteiabzeichen der NSDAP
- Ehrenzeichen des Gaus Sachsen
- Ehrenzeichen der Hitler-Jugend

## Archivquellen
- Sächsisches Staatsarchiv, 11848 NS-Gauverlag Sachsen GmbH, Zeitungstext- und Bildarchiv, Nr. 049, Bl. 832